# Anders Fridén
Anders Fridén (* 25. března 1973) je frontman a vokalista švédských skupin In Flames a Passenger.

## Hudební kariéra

### Dřívější
Fridén dříve působil hlavně v kapele Dark Tranquillity, ale opustil ji, aby se mohl věnovat In Flames (obě to jsou göteborské skupiny). Shodou okolností Mikael Stanne, který byl původní kytarista Dark Tranquillity, zpíval s In Flames rok před Fridénovým příchodem a pomohl IF nahrát desku Lunar Strain (1994), nebyl však plnohodnotným členem. Když přišel Fridén, Stanne se vrátil k Dark Tranquillity.
Z méně známých kapel působil v Ceremonial Oath a Septic Broiler.

### Současná
Jak známo, Fridén je frontmanem oblíbené skupiny In Flames. První album, které se skupinou nahrál, bylo The Jester Race (1996). Mimoto napsal spolu s Björnem Gelottem a Jesperem Strömbladem většinu textů, které pojednávají jeho vnitřních myšlenkách a mezilidských vztazích. Ve volném čase zpívá s Passenger.